# Alchemilla uralensis
Alchemilla uralensis är en rosväxtart som beskrevs av A.V. Galanin. Alchemilla uralensis ingår i släktet daggkåpor, och familjen rosväxter. Inga underarter finns listade i Catalogue of Life.